# Coöperatief aandeel
Een coöperatief aandeel in België is een aandeel van een coöperatieve vennootschap. Het wordt meestal opgericht met een maatschappelijk doel voor ogen. Meestal wordt een bepaalde dienst (tegen een aantrekkelijke prijs) aangeboden aan de vennoten. Mogelijks krijgen vennoten bepaalde diensten gratis, of krijgen ze korting bij partners. Vennoten moeten als aandeelhouders aan bepaalde verplichtingen voldoen. Dit wordt beschreven in de statuten. 
In tegenstelling tot b.v. een vzw mag een coöperatie de winst wel uitkeren. Met de reorganisatie van het vennootschapsrecht op 1 mei 2019 werd ook de wetgeving van de coöperatieve vennootschappen herzien.

## Reglementering
De waarde van een coöperatief aandeel ligt nominatief vast. Het aandeel kan nooit stijgen. Winsten worden altijd uitgekeerd in dividenden, maar als de zaken zouden slecht gaan kan het aandeel ook dalen, het volledige kapitaal kan zelfs geheel of gedeeltelijk verloren gaan bij een faillissement.
De maximale winst kan wettelijk 6% bedragen. Dikwijls ligt dit in de buurt van 3%.
Meestal is de inleg beperkt en strikt gereglementeerd. Ook het uitstappen is slechts mogelijk op welbepaalde tijdstippen en onder bepaalde voorwaarden. Mogelijks bestaan er verschillende types of categorieën (A, B ,C enz.) met verschillende voorwaarden en privileges.
Mogelijks wordt een deel van de winst toegevoegd als extra aandelen. Aandeelhouders krijgen jaarlijks een rekeninguittreksel.
Het werd veelvuldig gebruikt in de banksector (Argenta, BACOB, Cera, Crelan, Dexia, NewB), windenergie (North Sea Wind) en door vakbonden (ACW, Vooruit). Er zijn wel enkele problemen gekomen, b.v. met Arco en Groenkracht.

## Risico's
Het aandeel wordt niet op de beurs verhandeld (en is dus niet liquide) en het wordt ingeschreven in een register op naam van de vennoot. Er bestaan ook regels voor de overdracht tussen vennoten (b.v. bij erfenissen).
Dikwijls worden de kapitalen aangewend via achtergestelde leningen, waardoor de coöperanten mogelijks niet kunnen worden terugbetaald mocht de ontlener insolvabel worden. Bepaalde types vennootschappen brengen nog andere risico's mee voor de vennoten.
Door de hierboven beschreven kenmerken is een coöperatief aandeel wel degelijk risicovol, zij het dat de individuele kapitaalinbreng (heel) beperkt is.

## Belastingen
Dividenden van coöperatieve aandelen werden tot een bepaald bedrag vrijgesteld van belastingen (€ 190 per belastingplichtige voor het jaar van inkomsten 2017). Vanaf het aanslagjaar 2019 werden dividenden van coöperatieve aandelen via een roerende voorheffing van 30% belast, net zoals alle andere aandelen. Maar de regering voerde een algemene jaarlijkse vrijstelling in tot een bepaald bedrag voor alle aandelen aan te vragen via de personenbelasting, onafhankelijk van hun oorsprong (coöperatief, Belgisch, buitenlands).